# Banda XCalypso
Banda XCalypso, posteriormente chamada de Banda X, foi uma banda brasileira de calypso, criada em Belém, no estado do Pará, pelo guitarrista Ximbinha em 2015. Sua primeira formação ocorreu logo após a separação do músico com a cantora Joelma.

## História
O primeiro show oficial da banda XCalypso aconteceu em 3 de janeiro de 2016 em Ananindeua, no Pará, para mais de 140 mil pessoas, segundo estimativa da Polícia Militar.
Inicialmente, Ximbinha escolheu a potiguar Thábata Mendes como a vocalista principal. Entretanto, em 31 de janeiro, Thábata despediu-se da banda e voltou a seguir sua carreira solo. Ela afirmou ter tomado a decisão por divergências contratuais . Thábata foi substituída pela cantora pernambucana Leya Emanuelly, que fazia parte do vocal de apoio da XCalypso e o paraense Gêh Rodriguez.  O grupo anunciou sua terceira vocalista, a paraense Carla Maués, em 4 de fevereiro de 2016. Ela estava residindo em São Paulo e foi vencedora do concurso musical "Mulheres Que Brilham" do Programa Raul Gil, do SBT. Coincidentemente, Carla é a compositora do sucesso "Dançando Calypso", mais conhecido como "Cavalo Manco", da extinta Banda Calypso.
O primeiro single da nova banda, "Saudade", foi uma das músicas mais tocadas nas rádios do país. Em 16 de março de 2016, a banda XCalypso lançou a primeira música com a nova formação, ''O Estranho'' que teve grande divulgação nas rádios do país. De acordo com Ximbinha, o primeiro álbum da banda ainda não teria data para ser lançado, pois o que estava tudo pronto (na voz de Thábata Mendes), teria que ser regravado nas novas vozes (Leya, Gêh e Carla). O primeiro álbum do grupo foi oficialmente lançado em 29 de abril de 2016. Além de "Saudade", as músicas do primeiro álbum da XCalypso foram: "Agora Somos Ex", "Coração Valente", "O Estranho", "Nada Me Falta", "Cama Redonda", "Eu Aceito", "Pedir Pra Voltar", "Bem Demais", "Pior é Sem Você", "Para de Gracinha", "Açaí", "Uma Dose a Mais de Amor", "Meu Corpo Sente a Falta de Você", "Vibrações", "Cumbia do Amor", "Faz O X".
A banda estreou turnê em Manaus com a nova formação, denominada O Estranho, em 29 de abril, juntamente com o lançamento do CD da banda, na casa de show Clube do Pará. No entanto, surpreendeu os fãs e organizadores do evento que o público foi bem menor do que o esperado para um show de estreia. A turnê passou por muitas cidades do Pará, como Óbidos no dia 26 de julho e Santana do Araguaia no dia 30 do mesmo mês. A banda continuava em turnê até aquele momento. Em 27 de setembro de 2016, a XCalypso gravou o primeiro DVD intitulado ''Bora Lá'', que, num clima intimista, marcou a volta de Ximbinha aos palcos do Brasil, depois da saída de Joelma e Thábata Mendes. A gravação aconteceu em um hotel paraense, de acordo com o site da Caras. No dia 18 de novembro, no programa A Tarde é Sua, de Sônia Abrão, anunciou que o lançamento do DVD Bora Lá seria em dezembro de 2016. Depois de muitos shows no Pará, voltou para os programas de televisão. Na página da XCalypso no Facebook, Ximbinha anunciou que a data do lançamento do DVD Bora Lá seria dia 14 de dezembro, mas foi cancelado por ajustes técnicos e disse que, em breve, haveria uma nova data. No mesmo dia, lançou o primeiro vídeo oficial do DVD: ''Cerveja Derramando''. No dia 12 de abril de 2017, Leya Emanuelly deixou a banda para se candidatar a Miss Serra Talhada (PE).
Com a vocalista Michele Andrade, anunciada no dia 26 de maio de 2017, Ximbinha decidiu pelo fim da XCalypso, partiu para um novo projeto e decidiu o novo nome da banda sem o termo "calypso", ficando apenas Banda X. No dia 16 de outubro de 2017, Michele Andrade deixou a Banda X.

## Divergências
O anúncio da saída de Joelma da Banda Calypso foi feito no Programa da Sabrina no dia 28 de agosto de 2015. A cantora Joelma deu esclarecimentos dizendo ter sido ameaçada e agredida por Ximbinha diversas vezes. Joelma disse também que teve que ficar em um apartamento por um tempo, pois estava com o olho roxo graças a Ximbinha. Afirmou também que ele quase a matou, tentando jogá-la de um prédio. Joelma disse que seguiria com a banda até 31 de dezembro de 2015, e a partir daí deu início na sua carreira solo. Nascia a partir daí a XCalypso. Thábata nasceu em Mossoró, no Rio Grande do Norte. A loira é solteira e começou a carreira aos 9 anos de idade. Entrou para a banda XCalypso aos 28 anos de idade. Sua voz marcante levantou multidões por onde passou. A cantora ficou na banda por 3 meses, e saiu alegando "divergências conceituais" com o músico Ximbinha. Após a polêmica saída de Thábata Mendes, Ximbinha anunciou Leya Emanuelly como nova vocalista da XCalypso. A pernambucana de Serra Talhada já participava da Banda XCalypso como backing vocal. Leya fez sua primeira apresentação no dia 30 de janeiro de 2016. No dia 12 de abril de 2017, Leya anunciou sua saída da banda. Assim como Joelma, a cantora alegou ter sido "agredida" por Ximbinha. A cantora Carla Maués, que compôs várias músicas do repertório da antiga Calypso, como “Dançando Calypso (Cavalo Manco)” e "Homem Perfeito", foi escolhida em fevereiro de 2016 para integrar o trio de vocalistas da XCalypso, junto a Leya Emanuelly e o cantor Gêh Rodriguez. No dia 8 de junho de 2017 a cantora anunciou sua saída da banda, devido ao fim da mesma, onde Ximbinha iniciaria o projeto "Banda X".

## Ligações Externas
- Banda XCalypso no X